# Жемчужников Олексій Михайлович
Жемчужников Олексій Михайлович (* 10 (22) лютого 1821 — †25 березня (7 квітня) 1908) — російський ліричний поет, сатирик і гуморист українського походження, брат художника Л. М. Жемчужникова і поета В. М. Жемчужникова.

## Життєпис
Народився у 1821 році у с. Почеп Мглинського повіту Чернігівської губернії. Походив зі шляхетської родини. Син сенатора, цивільного губернатора Санкт-Петербурга Михайла Михайловича Жемчужникова і княгині О. О. Перовської (позашлюбної доньки О. К. Розумовського). Доводився небожем відомому письменнику Антонію Погорельському (О. О. Перовському), двоюрідним братом Олексію Толстому.
Вчився у Санкт-Петербурзі в гімназії та в училищі правознавства. Жемчужников служив у сенаті та брав участь у сенатських ревізіях Орловської та Калузької губерній й таганрозького градоначальства; пізніше був помічником статс-секретаря Державної ради. Його кар'єра розвивалася досить успішно, однак у 1858 році він несподівано вийшов у відставку.
У 1858–1863 роках мешкав у Калузі, наїжджав у Москву, тісно спілкуючись зі своїм товаришем по навчанню, чоловіком своєї сестри, калузьким губернатором Віктором Арцимовичем (відомим політиком реформаторського крила), а також із колишніми декабристами, які жили в Калузі, передусім із Гавриїлом Батеньковим.
У 1863–1884 роках Олексій Жемчужников живе за кордоном, зокрема у Німеччині, Швейцарії, Італії, Франції. Повернувшись до Росії, переважно мешкає в Тамбові та Тамбовській губернії, у маєтку свого зятя Михайла Баратинського (родича поета Євгенія Баратинського). Тут він займається складанням віршів. У 1900 році його обрали почесним академіком Російської академії наук. Помер Олексій Жемчужников 7 квітня 1908 року у Тамбові.

## Творчість
На ранньому етапі творчості Жемчужникова її найпомітнішою частиною було створення разом із братом Володимиром і двоюрідним братом Олексієм Толстим літературного образу Козьми Пруткова. Друкується Жемчужников з 1850 року у журналах «Современник», «Отечественные записки», «Искра». У 1859–1869 роках Жемчужников не друкувався і майже не писав. Згодом поступово, особливо після повернення в Росію у 1884 році, почав повертатися в літературу. Перша книга його віршів видана лише в 1892 році, однак уже як том визнаного майстра, з портретом автора та автобіографією. У 1900 році до 50-річчя літературної діяльності поета вийшла у світ нова збірка — «Песни старости».
Він є автором комедії у віршах «Странная ночь» (1850 рік), віршів «Сумасшедший» (1852 рік), «В чем вся суть» (1872 рік); сатиричних віршів і поеми «Сны» (1868 рік), «Сказки о глупом бесе и мудром патриоте» (1883 рік); громадянської лірики, лірики кохання, природи (зокрема, «Зимние картинки», 1857 рік, «Сельские впечатления и картинки», 1886–1891 роки, «Песни старости», 1892–1898 роки, «Прощальные песни», 1900–1907 роки).
У творчості Олексій Жемчужникова переважає патріотична сатира, але в його поезії багато чистого ліризму. З основних мотивів лірики особливо сильним у нього є відчуття природи. Взагалі, ліричні вірші Жемчужникова, хоч і малочисельні, але такі ж оригінальні, як і його сатира, посідають почесне місце в російській поезії.